# Монк'єро
Монк'єро (італ. Monchiero, п'єм. Moncé) — муніципалітет в Італії, у регіоні П'ємонт, провінція Кунео.
Монк'єро розташований на відстані близько 480 км на північний захід від Рима, 60 км на південь від Турина, 36 км на північний схід від Кунео.
Населення — 594 особи (2014).
Щорічний фестиваль відбувається 24 квітня. Покровитель — San Fedele da Sigmaringen.

## Демографія
Населення за роками:

Станом на 1 січня 2023 року в муніципалітеті офіційно проживав 71 іноземець з 13 країн, серед них 23 громадяни країн Євросоюзу та 2 громадяни України.

## Сусідні муніципалітети
- Дольяні
- Лекуїо-Танаро
- Монфорте-д'Альба
- Новелло